# Mokolodi
Mokolodi is een dorp in het district Kweneng in Botswana. De plaats telt 624 inwoners (2011).